# Milijarda
Milijárda je število, ki označuje tisoč milijonov. Zapis v obliki števila je 1000000000 ali zaradi preglednosti 1 000 000 000 ali tudi 1.000.000.000, matematično pa 109. Neuradna okrajšava za milijardo je »mrd«.
Brezrasežna števila med 109 in 1011 si lahko lažje predstavljamo z naslednjim seznamom:
- Katalog zvezd: Guide Star Catalog II ima vnose 998.402.801 različnih astronomskih teles.
- Računska meja 32-bitnega CPU-ja: 2 147 483 647 je enako 231-1 in kot takšna največje število, ki lahko ustreza predznačenemu (dvojno komplementnemu) 32-bitnemu celemu številu na računalniku, kar vede do zgornje računske meje 32-bitnega CPU-ja kot je razred Intelovih računalniških procesorjev Pentium.
- Osnovni pari v genomu: okoli 3 · 109 osnovnih parov v človeškem genomu.
- Spletne strani: okoli 3 · 109 spletnih strani, ki jih je do leta 2003 indeksiral Google.
- Živa človeška bitja: okoli 6,3 ·109 človeških bitij živi do leta 2003.
- Opazljive galaksije: med 1 · 1010 in 8 · 1010 galaksij je do leta 2003 opazljivih v Vesolju.
- Nevroni v možganih: okoli 1011 nevronov v človeških možganih.
- Zvezde v naši Galaksiji: okoli 4 · 1011 zvezd v naši Galaksiji.

Znanstvena predpona za milijardo je giga. Na primer, milijarda wattov je 1 GW.